# Treizième étage (groupe)
Pour les articles homonymes, voir Treizième étage.
Treizième Étage est un groupe de hip-hop canadien, originaire du Québec. Il est composé de Sans Pression, Cobna, Cast et 2Saï.

## Biographie
Treizième étage est formé en 2000 à l'initiative du rappeur Sans Pression. À l'époque un collectif composé de plusieurs membres, c’est en 2004 qu’il devient un groupe formé par les rappeurs Sans Pression, Cobna, et 2Saï (qui collabore dans une moindre mesure), ainsi que du producteur et réalisateur musical Cast.  
Le groupe publie son premier album officiel, 'L'asphalte dans mon district le 23 mai 2006 à l’étiquette 13 Deep Recordz. Caractérisé par des critiques sociales axées sur l’actualité, L'asphalte dans mon district est le déclic qui manque au rap québécois pour prendre la place qui lui est due localement et internationalement. Il contient des chansons comme Rien de bon et Le cœur de Montréal, ainsi que Faut pas lâcher, une chanson collaborative avec Patsy Gallant. La première vidéo, celle de la chanson La Terre tourne (en collaboration avec Joe BG), réalisée par O.G.Malik et produite par 13 Deep, est sur les ondes de Musique Plus depuis la mi-mai.
En mars 2011, le groupe publie son deuxième album, T'inkiète,. Il contient des productions de Lonik, Farfadet, Hotbox/HBee et Scorpio B. La même année, le groupe participe à la bande originale du jeu vidéo Battlefield 3 publié par EA Games, avec son single Comme d'habitude. En septembre 2011, le groupe est annoncé le 9 au Bistro Laurier de Beloeil. Au début de 2012, le groupe publie le clip vidéo de la chanson Cinq Cent Quatorze issue de leur album T'inkiète.

## Discographie
- 2006 : L'Asphalte dans mon district
- 2011 : T'Inkiète